# Tempête de 1911 sur la côte catalane et valencienne
La tempête de 1911 a été une très dure tempête de mer qui a frappé du 31 janvier au 3 février 1911 la côte entre Barcelone et Valence, avec un bilan de 140 pêcheurs décédés, 37 d'entre eux rien que pour la ville de Peníscola.
Elle est également connue comme la tempête de la Chandeleur. Le 31 janvier a débuté avec une mer calme et un ciel serein, légèrement nuageux, de telle sorte que les pêcheurs ont pris la mer. Au milieu de la matinée, une masse de nuages très compacte est arrivée du levant à grande vitesse. Avec des vents de grec, levant et sirocco de plus de 80 km à l'heure, la mer est devenue très agitée et on a enregistré des vagues de 8 mètres au port de Barcelone. Les 3 premiers jours de février, la tempête a baissé  d'intensité du nord au sud, arrivant jusqu'à Alicante.
La tempête a causé le naufrage de diverses barques de pêche, et la mort de 140 pêcheurs.
Pour marquer le centenaire en l'année 2011, la municipalité de Cambrils a organisé une exposition 1911. Sobreviure a la tempesta (1911. Survivre à la tempête) qui a été montée en suite dans différentes villes.